# La spiaggia (pel·lícula de 1954)
La spiaggia és una pel·lícula de comèdia dramàtica francoitaliana de 1954 dirigida per Alberto Lattuada i interpretada per Martine Carol, Raf Vallone i Mario Carotenuto. El 2008 la pel·lícula fou inclosa a la llista 100 film italiani da salvare. L'escenografia fou dissenyada pel director artístic Dario Cecchi. fou rodada als estudis Titanus a Roma i rodada en localització a Savona (Ligúria).

## Sinopsi
Decidida a anar a Ligúria amb la seva petita filla Caterina per unes breus vacances d'estiu, Anna Maria Mentorsi (que en realitat és una prostituta) puja al tren que la porta a la Riviera i hi és convençuda per un simpàtic senyor (que més tard serà l'alcalde di Pontorno) de no per baixar a Terrazzi, com pretenia fer al principi, sinó d'allotjar-se precisament a la ciutat de Pontorno. Es fa passar per una vídua respectable, per primera vegada és acceptada per la bona societat, pels altres hostes de l’Hotel Palace i pels patrons del seu establiment de bany, però quan es descobreix la seva professió, es crea un buit al seu voltant. L’alcalde Silvio intenta ajudar-la, però no té prou poder per contrarestar la hipocresia i la respectabilitat. L’única solució per Anna Maria sembla ser acompanyar el multimilionari local Chiastrino, envejat i afalagat per tothom.

## Repartiment
- Martine Carol - Anna Maria Mentorsi
- Raf Vallone - Silvio, il sindaco di Pontorno
- Mario Carotenuto - Carlo Albertocchi
- Carlo Romano - Luigi
- Clelia Matania - la signora Albertocchi
- Carlo Bianco - Chiastrino, il milionario
- Nico Pepe - ex-fumatore magro
- Mara Berni - la signora Marini
- Valeria Moriconi - Gughi, l'esistenzialista
- Marcella Rovena - Luigina, moglie di Roberto
- Rosy Mazzacurati - la signora snob
- Marco Ferreri - ex-fumatore grasso
- Ennio Girolami - Riccardo